# Cassia luerssenii
Cassia luerssenii är en ärtväxtart som beskrevs av Karel Domin. Cassia luerssenii ingår i släktet Cassia och familjen ärtväxter. Inga underarter finns listade i Catalogue of Life.